# 21-я гвардейская стрелковая дивизия
21-я гвардейская стрелковая Невельская дивизия — воинское соединение СССР в Великой Отечественной войне.

## История формирования
21-я гвардейская стрелковая дивизия была сформирована в сентябре-октябре 1941 года в городе Уфа Башкирской АССР (Уральский военный округ) на основании директивы НКО СССР № 239002 от 11 августа 1941 года как 361-я стрелковая дивизия.
17 декабря 1941 года 361 стрелковая дивизия прибыла на Калининский фронт. Вести боевые действия дивизия начала 28 декабря 1941 года.
В годы Великой Отечественной войны дивизия входила в состав 39-й, 4-й Ударной, 22-й, 1-й Ударной и других армий. Дивизия прошла с боями 850 км, освободила 15 городов и около 1500 населённых пунктов.
За боевые заслуги преобразована в 21-ю гвардейскую стрелковую дивизию на основании Приказа народного комиссара обороны № 078 от 17 марта 1942 года.
В октябре 1943 года 21 гвардейская дивизия была удостоена почётного наименования «Невельская» — 14,7 тыс. её воинов награждены орденами и медалями, 3 бойцам присвоено высокое звание Героя Советского Союза.
21 гвардейской стрелковой Невельской дивизией командовал гвардии полковник, к концу войны — гвардии генерал-майор Д. В. Михайлов (1941—1945).

## Полное название
21-я гвардейская стрелковая Невельская дивизия

## Боевые эпизоды

### Под Ржевом

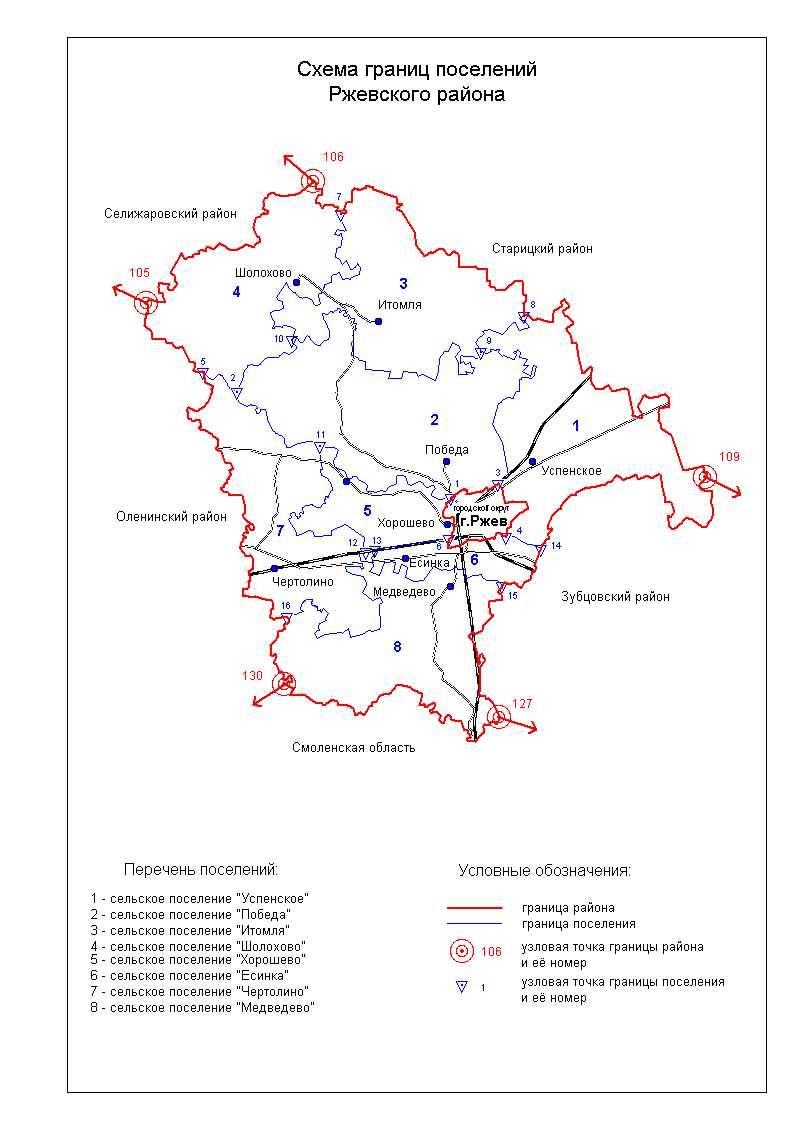

Калининский фронт 1941—1943

Вскоре гвардейские наименования были присвоены частям дивизии: 59-й гвардейский стрелковый полк — 1200-му стрелковому полку; 64-й — 1202-му стрелковому полку; 69-й — 1204-му стрелковому полку; отдельные батальоны, дивизионы и роты получили гвардейские звания.
Справа оборонялась 256-я дивизия, справа 262-я.
Исключительное мужество и героизм проявили воины 3-го батальона 69-го гвардейского полка под командованием гвардии старшего лейтенанта Н. И. Власова.

### В огненном кольце
В течение нескольких месяцев воины 21-й гвардейской дивизии находились в огненном кольце
С приходом весны
На рассвете 2 июля 1942 года фашисты перешли в наступление на левом фланге дивизии с целью овладеть деревней Нарезки и отсечь 59-й гвардейский стрелковый полк от основных сил дивизии. На направлении наступления противника оборонялась 8-я стрелковая рота. Во время огневой подготовки врага были ранены командир и политрук роты. И тогда командование подразделением взял на себя
"Когда 21-я гвардейская стрелковая дивизия вместе с другими соединениями и частями 39-й армии оказалась в июле 1942 года в окружении

### В Великолукской операции
В связи с потерями, понесёнными при выходе из окружения,
командование 59-м гвардейским стрелковым полком принял подполковник Русс Пётр Иванович
26 сентября 1942 года — дивизия была отправлена на Калининский фронт.
21-я гвардейская стрелковая дивизия под командованием гвардии полковника, с 27 ноября — гвардии генерал-майора Михайлова должна была действовать на вспомогательном направлении, дивизия наносила удар в направлении на Кошелево.
К исходу 27 ноября 1942 года армейской разведкой было установлено, что противник подтягивает в район сражения свежие силы: 8-ю танковую дивизию с севера, 291-ю пехотную и 20-ю моторизованную с юга. Это потребовало от командования 3-й Ударной Армии принять срочные меры по укреплению флангов наступающей группировки: для прикрытия правого фланга 381-й дивизии была выдвинута 31-я стрелковая бригада, 28-я стрелковая дивизия нацелена на уничтожение 291-й пехотной дивизии немцев, а 21-й гвардейской дивизии поставлена задача быть готовой отразить удар 20-й моторизованной дивизии. Принятые меры позволили упредить противника и в течение 3-х дней успешно отражать его контрудар.
21 августа 1944 года немцы пытались захватить и разбить наши подразделения у населённого пункта Эргли в Латвии. Несколько раз немцы переходили в контратаку, но благодаря смелым и решительным действиям заместителя командира 3 батальона по строевой части 59 гвардейского полка 21 гвардейской стрелковой дивизии Гычева Нестера Петровича, хорошо поставленной круговой обороне, немцы были отброшены от занятых нашими бойцами рубежей. Во время последней контратаки у наших воинов закончились патроны, и тогда находчивый командир поднял подразделение в штыковую атаку и отразил нападение немцев (Наградной лист от 21.09.1944 г.). В 1944 г. посёлок Эргли, находящийся в зоне боевых действий, был полностью разрушен.

## Боевой состав
- 59-й гвардейский стрелковый полк
- 64-й гвардейский стрелковый полк
- 69-й гвардейский стрелковый полк
- 47-й гвардейский артиллерийский полк
- 19-й отдельный гвардейский истребительно-противотанковый дивизион
- 26-я отдельная гвардейская разведывательная рота
- 27-й отдельный гвардейский сапёрный батальон
- 29-й отдельный гвардейский батальон связи
- 28-й (492) отдельный медико-санитарный батальон
- 33-я отдельная автотранспортная рота
- 24-я отдельная гвардейская рота химической защиты

Периодически входили в состав дивизии:
- 5 отдельный гвардейский миномётный дивизион
- 15 отдельная гвардейская зенитная батарея
- Отдельный гвардейский лыжный батальон[10]
- 5 отдельный гвардейский пулемётный батальон[11]

## Командование дивизии

### Командиры дивизией
- Михайлов, Денис Васильевич (17.03.1942 — 23.05.1944), полковник, с 27.11.1942 генерал-майор
- Артамонов, Иван Иванович (24.05.1944 — 24.10.1944), полковник, с 29.07.1944 генерал-майор
- Фишман, Лазарь Ефимович (25.10.1944 — 17.11.1944), генерал-майор
- Фёдоров, Василий Петрович (18.11.1944 — 13.01.1945), генерал-майор
- Шуньков, Александр Варфоломеевич (14.01.1945 — 04.04.1945), полковник
- Шумский, Тихон Савельевич (05.04.1945 — 09.05.1945), полковник

## Отличившиеся воины
Герои Советского Союза:
- Буденков, Михаил Иванович, гвардии старший сержант, снайпер 59-го гвардейского стрелкового полка.
- Ермолаев, Владимир Алексеевич, гвардии младший сержант, командир орудия 47-го гвардейского артиллерийского полка.
- Петренко, Степан Васильевич, гвардии старший сержант, снайпер 59-го гвардейского стрелкового полка.

 Кавалеры ордена Славы трёх степеней:
- Береснев, Аркадий Тимофеевич, гвардии ефрейтор, командир отделения 27 отдельного гвардейского сапёрного батальона.
- Кузнецов, Климентий Платонович, гвардии сержант, командир сапёрного отделения 27 отдельного гвардейского сапёрного батальона.
- Лазаренко, Иван Гаврилович, гвардии старшина, командир взвода 26 отдельной гвардейской разведывательной роты.
- Медведев, Илья Алексеевич, гвардии сержант, командир стрелкового взвода 69 гвардейского стрелкового полка.
- Садыков, Хаким, гвардии младший сержант, разведчик 26 отдельной гвардейской разведывательной роты.

## Снайперы дивизии периода Великой Отечественной войны

### Боевой счёт
- гвардии старший сержант Михаил Буденков, снайпер 59-го гвардейского стрелкового полка (21-я гвардейская стрелковая дивизия, 3-я ударная армия, 2-й Прибалтийский фронт) — 437.
- гвардии старший сержант Степан Петренко, снайпер 59-го гвардейского стрелкового полка (21-я гвардейская стрелковая дивизия, 3-я армия, 2-й Прибалтийский фронт) — 422.